# Европски олимпијски фестивал младих 2019.
XIV Европски олимпијски фестивал младих је одржан 2019. године у градовима Источно Сарајево у Републици Српској и Сарајево у Федерацији Босне и Херцеговине. Градови Источно Сарајево и Сарајево, првенствено су добили организацију XIII Европског олимпијског фестивала младих 2017. године, али због немогућности организовања фестивала те године остали су без организације такмичења које је најављивано као највећи спортски догађај у Босни и Херцеговини након Зимских олимпијских игара 1984. Након преговора са Олимпијским комитетом Турске који је добио домаћинство XIV Европски олимпијски фестивал младих 2019. године, склопљен је договор да се замијене градови домаћини, па је тако XIII Европски олимпијски фестивал младих 2017. године, одржан у Ерзуруму у Турској, а градови Источно Сарајево и Сарајево су добили организацију XIV Европског олимпијског фестивала младих.
Зимске олимпијске игре 1984. године, су такође, попут Европског олимпијског фестивала младих 2019. године биле 14. зимске олимпијске игре по реду.
С обзиром да се већина објеката и борилишта кориштених у организацији Зимских олимпијских игара 1984., изузев Јахорине, налази на територији Федерације Босне и Херцеговине, Влада Републике Српске је на себе преузела обавезу изградње инфраструктуре на спортским борилиштима у Источном Сарајеву за потребе Европског омладинског олимпијског фестивала 2019. године.

## Списак спортова
- Алпско скијање
- Биатлон
- Скијашко трчање
- Умјетничко клизање
- Хокеј на леду
- Брзо клизање
- Сноубординг
- Карлинг

## Борилишта

### Борилишта у Источном Сарајеву
- Ледена дворана Славија - брзо клизање
- Спортска дворана Пеки - карлинг
- Дворишта - биатлон
- Јахорина - алпско скијање

### Борилишта у Сарајеву
- Олимпијска дворана Хуан Антонио Самаран - хокеј на леду
- Скендерија - умјетничко клизање
- Бјелашница - алпско скијање
- Велико поље - скијашко трчање

## Учесници
На фестивалу се очекује 1.500 спортиста из 50 Европских земаља, с тим да државе Азербејџан и Малта, вјероватно неће бити у могућности потврдити учешће, обзиром да немају довољно такмичара у зимским спортовима. Такође, директно у организацију ће бити укључено близу двије хиљаде људи, од тога 1200 волонтера.

### Земље учесници
- - Албанија
- - Андора
- - Аустрија
- - Белгија
- - Бјелорусија
- - Босна и Херцеговина
- - Бугарска
- - Грузија
- - Грчка
- - Данска
- - Естонија
- - Израел
- - Ирска
- - Исланд
- - Италија
- - Јерменија
- - Кипар
- - Косово[а]
- - Летонија
- - Литванија
- - Лихтенштајн
- - Луксембург
- - Мађарска
- - Македонија
- - Молдавија
- - Монако
- - Норвешка
- - Њемачка
- - Пољска
- - Португалија
- - Румунија
- - Русија
- - Сан Марино
- - Словачка
- - Словенија
- - Србија
- - Турска
- - Уједињено Краљевство
- - Украјина
- - Финска
- - Француска
- - Холандија
- - Хрватска
- - Црна Гора
- - Чешка
- - Швајцарска
- - Шведска
- - Шпанија

## Маскота
Након такмичења, 20. октобра, три одабрана идејна рјешења за маскоту постављена су на Фејсбук и Инстаграм профил Ејоф 2019, те је публика имала прилику да гласа и одлучи која маскота ће бити побједничка. Након завршеног гласања, публика је одлучила да је Грудви званична маскота Ејоф 2019 са укупно 3.353 гласа, док је Јежос имао 3.228 гласова, а Јази 1.008 гласова. Побједничку маскоту урадила је агенција „Висиа” д.о.о. из Источног Сарајева.